# Ophiohelidae
De Ophiohelidae zijn een familie van slangsterren uit de orde Ophiurida.

## Geslachten
- Ophiohelus Lyman, 1880
- Ophiomyces Lyman, 1869
- Ophiothauma H.L. Clark, 1938
- Ophiotholia Lyman, 1880